# Frit Ravich
Frit Ravich, SL és una empresa d'alimentació amb seu a Maçanet de la Selva (La Selva) fundada el 1963 per Josep Maria Viader. En el seu catàleg compta amb més de 500 productes, entre els quals es troben patates xips, aperitius, fruits secs i brioixeria.
El 2022 van facturar 262,7 milions d'euros. La seva directora general és Judith Viader, i tenen una plantilla d'uns 1.000 treballadors.
El 2023 van facturar 302 milions d'euros i la seva plantilla es va ampliar fins a 1.100 persones, un creixement d'aproximadament el 15%.